# Рибосомний білок L22
Рибосомний білок L22 (англ. Ribosomal protein L22) – білок, який кодується геном RPL22, розташованим у людей на короткому плечі 1-ї хромосоми. Довжина поліпептидного ланцюга білка становить 128 амінокислот, а молекулярна маса — 14 787.
| 10         |  | 20         |  | 30         |  | 40         |  | 50         |
| ---------- |  | ---------- |  | ---------- |  | ---------- |  | ---------- |
| MAPVKKLVVK |  | GGKKKKQVLK |  | FTLDCTHPVE |  | DGIMDAANFE |  | QFLQERIKVN |
| GKAGNLGGGV |  | VTIERSKSKI |  | TVTSEVPFSK |  | RYLKYLTKKY |  | LKKNNLRDWL |
| RVVANSKESY |  | ELRYFQINQD |  | EEEEEDED   |  |            |  |            |

A: Аланін

C: Цистеїн

D: Аспарагінова кислота

E: Глутамінова кислота

F: Фенілаланін

G: Гліцин

H: Гістидин

I: Ізолейцин

K: Лізин

L: Лейцин

M: Метіонін

N: Аспарагін

P: Пролін

Q: Глутамін

R: Аргінін

S: Серин

T: Треонін

V: Валін

W: Триптофан

Цей білок за функціями належить до рибонуклеопротеїнів, рибосомних білків. 
Білок має сайт для зв'язування з молекулою гепарину, РНК.